# NGC 7493
NGC 7493 је појединачна звезда у сазвежђу Рибе која се налази на NGC листи објеката дубоког неба.
Деклинација објекта је + 0° 54' 36" а ректасцензија 23h 8m 31,6s. Привидна величина (магнитуда) објекта NGC 7493 износи 11,2 а фотографска магнитуда 14,9.